# Département fédéral de la défense, de la protection de la population et des sports
En Suisse, le Département fédéral de la défense, de la protection de la population et des sports (DDPS ; Eidgenössisches Departement für Verteidigung, Bevölkerungsschutz und Sport VBS en allemand, Dipartimento federale della Difesa, della Protezione della Popolazione e dello Sport DDPS en italien, et Departament federal da defensiun, protecziun da la populaziun e sport  en romanche) est l'un des sept départements de l’administration fédérale.
Le conseiller fédéral Martin Pfister le dirige depuis le 1er avril 2025.

## Changements de dénomination
- 1848 : Département militaire
- 1979 : Département militaire fédéral (DMF)[1]
- 1998 : Département fédéral de la défense, de la protection de la population et des sports

## Rôle
Le rôle du département est d'assurer la défense de la Suisse grâce à l'armée, qui est sous son autorité. Depuis 1998, il est aussi chargé de la protection de la population (Office fédéral de la protection de la population) et de la promotion du sport (Office fédéral du sport).
Le département gère plusieurs offices et entités :
- Secrétariat général
- Office de l'auditeur en chef (gestion de la justice militaire)
- Service de renseignement de la Confédération
- Armée suisse
  - Forces aériennes suisses
  - Forces terrestres
  - Service de renseignement de l'armée
- Office fédéral de l’armement (Armasuisse)
- Office fédéral de la topographie (Swisstopo)
- Office fédéral de la protection de la population
  - Centrale nationale d'alarme
  - Laboratoire de Spiez
- Office fédéral du sport à Macolin

## Liste des conseillers fédéraux à la tête du département
- 1848-1854 : Ulrich Ochsenbein
- 1855-1859 : Friedrich Frey-Herosé
- 1860-1861 : Jakob Stämpfli
- 1862 : Constant Fornerod
- 1863 : Jakob Stämpfli
- 1864-1866 : Constant Fornerod
- 1867-1868 : Emil Welti
- 1869 : Victor Ruffy
- 1870-1871 : Emil Welti
- 1872 : Paul Ceresole
- 1873 -1875 : Emil Welti
- 1876-1878 : Johann Jakob Scherer
- 1879-1888 : Wilhelm Hertenstein
- 1889-1890 : Walter Hauser
- 1891-1897 : Emil Frey
- 1897-1898 : Eduard Müller
- 1899 : Eugène Ruffy
- 1900-1906 : Eduard Müller
- 1907 : Ludwig Forrer
- 1908-1911 : Eduard Müller
- 1912-1913 : Arthur Hoffmann
- 1914-1919 : Camille Decoppet
- 1920-1929 : Karl Scheurer
- 1930-1940 : Rudolf Minger
- 1940-1954 : Karl Kobelt
- 1955-1966 : Paul Chaudet
- 1967-1968 : Nello Celio
- 1968-1979 : Rudolf Gnägi
- 1980-1983 : Georges-André Chevallaz
- 1984-1986 : Jean-Pascal Delamuraz
- 1987-1989 : Arnold Koller
- 1989-1995 : Kaspar Villiger
- 1996-2000 : Adolf Ogi
- 2001-2008 : Samuel Schmid
- 2009-2015 : Ueli Maurer
- 2016-2018 : Guy Parmelin
- 2019–2025 : Viola Amherd
- Depuis 2025: Martin Pfister

## Secrétariat général
Le secrétariat général du département (SG-DDPS) assume des tâches de planification, de coordination et de contrôle ; il a un rôle d'interface entre le chef du département et les offices fédéraux. Il coordonne les ressources et fournit des conseils à l'ensemble du département. Sa section juridique exerce en outre la surveillance sur les fondations d'utilité publique. Le secrétariat de la Commission fédérale contre le racisme, le Service de lutte contre le racisme et le Bureau fédéral de l'égalité pour les personnes handicapées sont également rattachés au Secrétariat général.